# Christoph Bultmann
Christoph Bultmann (* 1961 in Wilhelmshaven) ist ein deutscher evangelischer Theologe und Hochschullehrer.

## Leben
Nach dem Studium absolvierte Bultmann von 1989 bis 1991 das Vikariat im Kirchenkreis Bochum der Evangelischen Kirche von Westfalen und schloss 1990 seine Promotion an der Theologischen Fakultät der Universität Göttingen ab. Von 1992 bis 1998 war er Wissenschaftlicher Mitarbeiter in Göttingen und habilitierte sich 1997 dort für das Fach Altes Testament. Anschließend war er bis zum Jahr 2000 Feodor-Lynen-Stipendiat an der Universität Cambridge. Seit 2001 lehrt er als Professor für Bibelwissenschaften (Ev. Theologie) an der Universität Erfurt.

## Schriften (Auswahl)
- Der Fremde im antiken Juda. Eine Untersuchung zum sozialen Typenbegriff „ger“ und seinem Bedeutungswandel in der alttestamentlichen Gesetzgebung. Göttingen 1992, ISBN 3-525-53834-0.
- Die biblische Urgeschichte in der Aufklärung. Johann Gottfried Herders Interpretation der Genesis als Antwort auf die Religionskritik David Humes. Tübingen 1999, ISBN 3-16-147164-4.
- Bibelrezeption in der Aufklärung. Tübingen 2012, ISBN 3-16-151968-X.
- Gut gefälscht. Zitatfälschung als Normalfall beim Nachrichtenmagazin Der Spiegel und für den Landtag von Baden-Württemberg. Erfurt 2016, ISBN 3-932655-52-4.